# Horseshoe Beach
Horseshoe Beach es un pueblo ubicado en el condado de Dixie en el estado estadounidense de Florida. En el Censo de 2010 tenía una población de 169 habitantes y una densidad poblacional de 135,1 personas por km².

## Geografía
Horseshoe Beach se encuentra ubicado en las coordenadas 29°26′25″N 83°17′9″O / 29.44028, -83.28583. Según la Oficina del Censo de los Estados Unidos, Horseshoe Beach tiene una superficie total de 1.25 km², de la cual 1.17 km² corresponden a tierra firme y (6.63%) 0.08 km² es agua.

## Demografía
Según el censo de 2010, había 169 personas residiendo en Horseshoe Beach. La densidad de población era de 135,1 hab./km². De los 169 habitantes, Horseshoe Beach estaba compuesto por el 100% blancos, el 0% eran afroamericanos, el 0% eran amerindios, el 0% eran asiáticos, el 0% eran isleños del Pacífico, el 0% eran de otras razas y el 0% pertenecían a dos o más razas. Del total de la población el 1.18% eran hispanos o latinos de cualquier raza.